# Алое
Алое (на латински: Áloë) или сабур е род многогодишни тревисти, рядко дървовидни, тропически и субтропически растения. Родът включва около 500 вида, разпространени главно в Южна Африка и на Арабския полуостров. Алое има широко приложение в медицината, употребява се за производство на текстилни влакна и груби тъкани. Някои видове са декоративни. В България алое се отглежда на закрито.

## Описание
Сукулентно растение с дебели и сочни листа, растящи на розетка (освен на дървовидните видове). От листата се извлича горчив сок, който се използва за стимулиране на заздравяването на рани при изгаряне, след рентгеново облъчване и др. Притежава силно противомикробно действие.

## Алое вера
Основна статия: Алое вера
То расте най-добре в райони с горещ и сух климат. Много хора го бъркат с кактус, но всъщност принадлежи към семейството на лилиите. Алоето запазва свежестта си при условия, в които други растения биха изсъхнали и загинали, като затваря порите си, за да предотврати загубата на ценна влага. Съществуват над 500 разновидности алое, но най-ценно за човечеството е лечебното Aloe barbadensis Miller (Алое вера).

## Галерия
- Aloe hereroensis
- Aloe aristata
- Aloe arborescens
- Aloe dichotoma
- цветовете на Aloe saponaria
- Aloe striatula
- Aloe vera – Museum specimen
- Алое вера
- Алое цъфти в саксия